# 科拉布利謝
50°31′3″N 25°51′19″E / 50.51750°N 25.85528°E
科拉布利謝（烏克蘭語：Кораблище），是烏克蘭西北部的村莊，隸屬里夫內州的杜布諾區。該村始建於1629年，面積9.97平方公里，海拔高度283米，2001年人口294，人口密度每平方公里29.5人。